# Guerres dels Mosquets
Les Guerres dels Mosquets van ser una sèrie de fins a 3.000 batalles i incursions violentes entre maoris que van tenir lloc per tota Nova Zelanda i les Illes Chatham entre 1807 i 1845. Es van iniciar quan els maoris van aconseguir mosquets per primera vegada i van començar una cursa armamentista entre tribus per tal de guanyar territori o venjar-se de derrotes passades. Aquestes batalles van resultar en la mort d'entre 20.000 i 40.000 persones, i en l'esclavatge de desenes de milers de maoris, just abans de la imposició del govern colonial dels anys 1840s. Aquestes guerres es consideren un exemple de "l'impacte fatal" del contacte entre indígenes i europeus.
L'historiador Michael King va suggerir el 2003 que el terme "holocaust" podria ser adequat per descriure el període que comprèn les Guerres dels Mosquets. Per altra banda, Angela Ballara, també historiadora, ha qüestionat la validesa del terme "guerres dels mosquets", ja que podria ser que el conflicte fos senzillament una continuació del tikanga maori, però molt més destructiu a causa de la gran difusió d'armes de foc.
El final del conflicte va arribar a la dècada dels 40 del segle xix, amb el Tractat de Waitangi de 1840.